# Sébastien Chavanel
Sébastien Chavanel (Châtellerault, Francia, 21 de marzo de 1983) es un ciclista francés. 
Debutó como profesional en la temporada 2003, con el equipo francés del Brioches La Boulangère. Se retiró en 2016 compitiendo con el equipo FDJ. Su hermano mayor Sylvain Chavanel fue también ciclista profesional.

## Palmarés
2003
- 2 etapas del Tour del Porvenir

2004
- 1 etapa de la Tour a la Región Valona
- 3 etapas del Tour del Porvenir

2006
- 1 etapa del Gran Premio Internacional Costa Azul

2007
- 1 etapa de la Estrella de Bessèges
- Gran Premio de Denain
- 1 etapa del Tour de Picardie
- 1 etapa del Tour de Poitou-Charentes
- Copa de Francia (ver nota)[2]

2008
- Tour de Picardie, más 1 etapa

2011
- 1 etapa del Circuito de Lorena

## Resultados en Grandes Vueltas
| Carrera | Carrera         | 2003 | 2004 | 2005 | 2006 | 2007  | 2008 | 2009 | 2010  | 2011 | 2012 | 2013 | 2014  | 2015  | 2016 |
| ------- | --------------- | ---- | ---- | ---- | ---- | ----- | ---- | ---- | ----- | ---- | ---- | ---- | ----- | ----- | ---- |
|         | Giro de Italia  | —    | —    | —    | Ab.  | —     | —    | —    | —     | —    | —    | —    | 150.º | —     | —    |
|         | Tour de Francia | —    | —    | —    | —    | 130.º | Ab.  | —    | —     | —    | —    | —    | —     | 160.º | —    |
|         | Vuelta a España | —    | —    | Ab.  | —    | —     | —    | Ab.  | 139.º | —    | —    | —    | —     | —     | —    |

—: no participa
Ab.: abandono

## Equipos
- Brioches La Boulangère/Bouygues Telecom (2003-2006)
  - Brioches La Boulangère (2003-2004)
  - Bouygues Telecom (2005-2006)
- Française des Jeux (2007-2010)
- Team Europcar (2011-2013)
- FDJ (2014-2016)
  - FDJ.fr (2014)
  - FDJ (2015-2016)